# بیگم جان (کنشگر پاکستانی)
بیگم جان پزشک و بنیانگذار انجمن رفاه پاکستان می‌باشد که به زنان در مورد حقوق‌شان در شمال‌غرب پاکستان آموزش‌های مختلفی از جمله آموزش پزشکی می‌دهد. او در وزیرستان جنوبی، منطقه محافظه کار پاکستان بزرگ شد و به تشویق پدرش پزشکی خواند. هنگام کودکی در مدرسهٔ پسرانه درس خواند چرا که مدرسه‌ای برای دختران وجود نداشت و پس از آنکه بزرگان قبیله‌ او را مجبور به ترک دبیرستان کردند، مجبور شد که در خانه درس بخواند. وی همچنین برندهٔ جوایزی همچون جایزه بین‌المللی زنان شجاع شده‌است.